# Lok Satta Party
El Lok Satta Party és un partit polític de l'Índia, a l'estat d'Andhra Pradesh fundat per Jayaprakash Narayan, activista de l'estat, com a Lok Satta Movement (Lok Satta Andolan); va funcionar com una organització no governamental però el 2 d'octubre de 2006 va esdevenir partit polític com a Lok Satta Party.
La bandera del moviment era blanca amb una estrella blava força treballada i amb la chakra al centre; al peu el nom "LOK SATTA" en vermell i sota en blau i lletres més petites "PEOPLE POWER". En esdevenir partit la bandera fou blava amb un gran disc blanc al centre dintre del qual una estrella de cinc puntes blava que no toca a les vores del disc; generalment a la bandera s'afegeix el nom del partit a la part inferior en caràcters telugu. En el període electoral l'estrella de la bandera pot ser substituïda pel símbol del partit, un xiulet.
A causa de la divisió de l'estat la secció del partit a Telengana es va organitzar separadament. La bandera és de color safrà amb un gran disc blanc al centre, dins del qual una mà amb el dit gros fent el senyal d'acord i els altres dits tancant la mà.
El 2012 a Hyderabad (Índia), el president del Lok Satta, Dr. Jayaprakash Narayan, va iniciar un moviment per tot Andhra Pradesh de 100 dies anomenat Surajya Movement, proposant crear una societat lliure de corrupció. Aquest moviment es va fer sota una bandera especial, amb els colors de l'Índia en diagonal i les franges ondulades; al centre la chakra sembla agafada per tres mans (i part del braç), un que surt de l'esquerra, un que surt de dalt i un tercer que sur de la direcció cap a la cantonada inferior del vol.